# Akdal MKA 1919
Akdal MKA 1919 là loại súng shotgun bán tự động do công ty vũ khí Akdal tại Thổ Nhĩ Kỳ chế tạo. Súng được phát triển với mục đích dùng cho dân sự và giữ gìn an ninh. Nó có vẻ ngoài giống như khẩu M-16 và thêm một số chi tiết để dễ sử dụng hơn cũng như súng khá nhẹ so với các loại súng sử dụng cùng cỡ đạn vì hầu hết súng được làm từ nhựa tổng hợp chịu lực.

## Thiết kế
MKA 1919 sử dụng cơ chế nạp đạn bằng khí nén với ống trích khí và pít ton nằm ở phía dưới nòng súng. Lò xo đẩy pít ton trở lại chỗ cũ được đặc bao quanh ống trích khí. Một ốp lót tay lớn bao quanh nòng súng và ống trích khí. Nút kéo lên đạn nằm ở phía bên phải súng. Súng được chia ra làm hai phần trên và dưới, phần trên được làm bằng hợp kim nhôm còn phần dưới bao gồm cả cò súng và báng súng được làm bằng một miếng nhựa tổng hợp chịu lực cao. Nút khóa an toàn giống như của khẩu M-16 nằm phía bên trái súng phía trên cò súng.
Súng sử dụng hộp đạn rời chứa 5 viên mỗi hộp. Trên thân súng có thanh răng để gắn thêm quai xách giống M-16 cho dễ dàng mang đi hoặc các hệ thống nhắm thích hợp với shotgun.